# Эрзен
Эрзен (Ерзен — хан Кок-Орды (ок. 1320/1 — ок. 1337/8). Сын и наследник Сасы-Буки. Утвержден на троне указом сарайского хана Узбека после смерти отца. По сведениям средневекового историка Му’ин ад-Дина Натанзи, Эрзен — правитель очень умный, образованный, мудрый, справедливый и богобоязненный, имел большую власть в стране, так что «степень его положения стала близкой к величию Узбек-хана». В период правления Ерзен хана заметно стабилизировалась внутриполитическая ситуация в стране, ослабленная в годы междоусобиц. Восстанавливались города Южном Казахстана: Отырар, Сауран, Жент и Баршынкент, где Эрзен построил медресе, ханаки, мечети. Ввел политику пожалования уделов (куби и субе) для высшей знати, чем привлек на свою сторону множество Джучидов. Умер и похоронен в Сыганаке. После его смерти к власти пришли сторонники независимости, провозгласившие ханом его сына Мубарак-ходжу.